# Bohumil Dobiáš st.
Bohumil Dobiáš starší (21. listopadu 1905 Úročnice – 11. dubna 1964 Bechyně nebo Tábor) byl český sochař, keramik, ilustrátor, pedagog.

## Život a dílo
Akademický sochař Bohumil Dobiáš st. se narodil 21. listopadu 1905 v Úročnici u Benešova. Studoval v Českých Budějovicích na reálce, odkud ho zájem o sochařství odvedl přes hrnčířské dílny do Vysoké školy uměleckoprůmyslové v Praze k profesoru Josefu Drahoňovskému, kde studoval v letech 1926 až 1933. Po pobytu v cizině pracoval v keramických závodech v Bechyni, Svijanech, Hrdějovicích, Kostelci nad Černými lesy, Kleci a Poštorné, kde se důkladně seznámil s řemeslem. V archeologickém ústavu v Praze spolupracoval na rekonstrukci prehistorické keramiky. Působil i jako konzervátor a restaurátor pravěké keramiky v Národním muzeu. Po příchodu do Bechyně v roce 1934 přinesl změny v keramické práci. V keramice navazoval na vzory dávných keramik a exotických národů. Vycházel z povahy materiálu a práce dělal krajně řemeslně. Jako sochař se představil řadou znamenitých věcí, jakými byly podobizny Petra Voka, hudebního skladatele Václava Píchla, gotizující madony, či dekorativní věci Toman a lesní panna. Zabýval se i výzkumem v oboru nových technik, glazur a barev, experimentoval v pojetí keramiky a její technice, zkoušel možnost uskutečnění reliéfu v keramickém závěsném kachli. Inspiroval se lidovou kulturou, písněmi a říkadly. Sochu vytočil jako obyčejný hrnec a pak hmotu vypracoval rukama. Byl jedním z průkopníků české moderní keramiky. Spolupracoval s Krásnou jizbou Družstevní práce, výtvarným oddělením Práce i Svazem československého díla především v drobné dekorativní plastice.[zdroj?]
Byl členem Sdružení jihočeských výtvarníků, Svazu československých výtvarných umělců, členem správní rady Keramické akciové společnosti v Bechyni.
Jeho díla jsou v Uměleckoprůmyslovém muzeu v Praze, Západočeském muzeu v Plzni, v Alšově jihočeské galerii.[zdroj?]
Zemřel 11. dubna 1964 podle některých zdrojů v Bechyni, podle jiných zdrojů v Táboře.

## Pedagog
Od roku 1935 až do své smrti učil modelování a odborné a figurální kreslení na keramické škole v Bechyni. Tato škola byla zřízena 1. srpna 1883 v souvislosti s rostoucí poptávkou a výrobou keramického zboží. V letech 1960-1964 byl zástupcem ředitele školy. Při škole otevřel dětské kurzy keramiky, kde nechal děti volně pracovat se skutečným keramickým materiálem a technicky je pouze usměrňoval. Dětské výtvory glazoval a vystavoval ve vitrínách i na výstavách. Řada dětí pak nastoupila ke studiu na tříletou keramickou školu. Učil studenty jak oprostit užitnou keramiku od zbytečných ornamentů a důraz kladl na funkci. Talíř je talíř a váza je váza. O keramice a sochařství přednášel i pro veřejnost. Pro děti ilustroval knihu Ivan keramik.
V jeho pedagogické i odborné činnosti pokračoval i syn Bohumil Dobiáš ml.
Věnoval se také publikační činnosti (časopis Panorama, knihy Jak vzniká socha, Život a práce Václava Mařana atd.)

### Ocenění
- 1954 Jihočeská výtvarná cena[14]

- 1960  titul Vzorný učitel[15]
- 1961 Medaile Ministerstva školství a kultury

## Dílo

### Výstavy autorské
- 1940 České Budějovice, Bechyně, Praha
- 1949 Praha
- 1984 a 1995  Alšova jihočeská galerie v Hluboké nad Vltavou
- 1984 Bechyně, Bohumil Dobiáš st. Sochař a keramik
- 1995 Bechyně, Bohumil Dobiáš st.
- 2013 Bechyně, Hlína věčně živá, keramická tvorba Bohumila Dobiáše st. a Bohumila Dobiáše ml.
- 2019 Tábor: 3 Dobiášové: Bohumil Dobiáš st., Bohumil Dobiáš ml., Jan Smolík

### Výstavy kolektivní - výběr
- 1934 až 1950 Členské výstavy Sdružení jihočeských výtvarníků
- 1941 Praha: Členská výstava Sdružení jihočeských výtvarníků, Dům Jednoty umělců výtvarných
- 1948 Praha Československá keramika
- 1949 Praha, Keramické práce B. Dobiáše, Otto Eckerta, St.Mikuláštíka
- 1965 Hluboká nad Vltavou, České Budějovice,  20 let architektury a výtvarného umění v jižních Čechách
- 1969 Praha, 50 let českého užitého umění a průmyslového výtvarnictví 1918-1968
- 1978 Praha, Český funkcionalismus 1920-1940: Architektura, bytové zařízení,užitá grafika
- 2023 Bechyně, Výstava historické keramiky